# Diséléniure de molybdène
Le diséléniure de molybdène est un composé chimique de formule MoSe2. Il s'agit d'un solide cristallisé semiconducteur de structure analogue à celle du disulfure de molybdène MoS2, constitué de feuillets superposés au sein desquels les atomes sont unis par des liaisons fortes et entre lesquels les interactions sont faibles. Il est possible de libérer ces feuillets par exfoliation, ce qui permet de produire le diséléniure de molybdène comme matériau bidimensionnel dont l'épaisseur est celle de la maille cristalline élémentaire du matériau massif.

## Structure
Le cristal est constitué de couches atomiques de molybdène Mo4+ situées entre deux couches d'ions séléniure Se2− en formant une structure prismatique trigonale dans le matériau massif, qui devient octaédrique une fois exfolié en feuillets élémentaires, de sorte qu'on rencontre les deux structures.
Dans le matériau massif, MoSe2 cristallise donc dans le système hexagonal, groupe d'espace P63/mmc (no  194)  avec comme paramètres de maille, a = 328,4 ± 0,1 pm et c = 1292,7 ± 0,4 pm et comme nombre d'unités par maille, Z= 2. Les deux atomes de molybdène occupent les sites 2(c) : ± (1/3, 2/3, 1/4) tandis que les quatre atomes de sélénium sont en 4(f) : (1/3, 2/3, z ; 1/3, 2/3, 1/2-z) avec z(Se) = 62,10 ± 0,03 pm. Ces résultats donnent comme distances interatomiques pour MoSe2 dans les plans :
- Mo - 6Se = 252,7 pm (prisme trigonal)
- Mo - 6Mo = Se - 6Se = 328,9 pm
- Se - 1Se = 333,5 pm

et entre les plans
- Se -3Se = 366,0 pm

Cette structure correspond à presque le même paramètre z pour les atomes du chalcogène à celles reportées pour la forme hexagonale de MoS2, et pour la forme basse température de MoTe2,.

## Fabrication
La synthèse du MoSe2 fait intervenir une réaction directe entre le molybdène et le sélénium en tube scellé à haute température :
Mo + 2 Se → MoSe2.
On utilise un halogène comme le brome et l'iode pour purifier le composé à basse pression (de l'ordre de 1,3 Pa à 0,8 Pa) et à haute température (600 °C à 700 °C). Il doit être chauffé très progressivement afin d'éviter toute explosion en raison du caractère exothermique de cette réaction. Le MoSe2 cristallise dans une structure hexagonale au fur et à mesure que le matériau refroidit. Le sélénium en excès peut être éliminé par sublimation sous vide. 
Il est possible de produire des feuillets bidimensionnels de diséléniure de molybdène par exfoliation de cristaux massifs à l'aide ruban adhésif ou par dépôt chimique en phase vapeur. La mobilité des électrons dans le MoSe2 bidimensionnel est plus élevée que celle du disulfure de molybdène MoS2. Le MoSe2 bidimensionnel adopte des structures semblables à celles du graphène, bien que ce dernier ait une mobilité des électrons plusieurs milliers de fois supérieure. Contrairement au graphène, cependant, le MoSe2 bidimensionnel a un gap direct, permettant d'envisager des applications dans les transistors et les photodétecteurs.